# Кацнельсон, Зиновий Борисович
Зиновий Борисович (Борухович) Кацнельсон (24 ноября 1892, Бобруйск — 10 марта 1938) — деятель советских спецслужб. Расстрелян 10 марта 1938 г. После смерти Сталина реабилитирован (9 июля 1957 г.).

## Биография
Родился в городе Бобруйске Минской губернии в еврейской купеческой семье. Окончил гимназию, 4 курса юридического факультета Московского университета (1915), 1 курс спецкласса Лазаревского института восточных языков (1916) и школу прапорщиков в Москве (1917). Участник первой мировой и гражданской войн. В 1916 году — вольноопределяющийся 251-го пехотного запасного полка. В 1917 году был комиссаром по особым поручениям штаба Московского военного округа. Член РСДРП (интернационалистов) в марте-сентябре 1917 г.
В 1918—1919 годах работал следователем Военного контроля, старшим следователем Особого отдела ВЧК. В 1919 году возглавлял Особый отдел 3-й армии (вр. и.д. начальника). В ноябре 1919 — январе 1920 — заместитель председателя Особого Отдела Юго-Западного фронта, в феврале-ноябре 1920 года — особого отдела 12-й армии.
В 1920—1921 — зам начальника Административно-организационного управления ВЧК. В 1921—1922 гг. — полномочный представитель ВЧК в Северном крае, председатель Архангельской губернской ЧК и начальник Особого отдела охраны северной границы. В сентябре 1922 — апреле 1925 — начальник Экономического управления ГПУ/ОГПУ (с июля 1922 г. вр. и. д. начальника). Одновременно работал начальником административно-финансового управления ВСНХ СССР (1923—1925). В апреле-декабре 1925 — полномочный представитель ОГПУ в Закавказье.
В 1925—1926 гг. — служил начальником отдела погранохраны и главным инспектором войск ОГПУ, в 1926—1929 гг. — начальник Главного управления пограничной охраны и войск ОГПУ и начальник Высшей пограничной школы ОГПУ. В 1929 г. — зам. полномочного представителя ОГПУ Северо-Кавказского края. Один из организаторов коллективизации на Северном Кавказе.
В феврале — декабре 1930 г. член правления Госбанка СССР. В декабре 1930 — марте 1933 — зам. полномочного представителя ОГПУ Московской области, в 1933 г. переведён на должность начальника Харьковского областного отдела ГПУ. С января 1934 г. — зам. председателя ГПУ УССР. 
26 января—10 февраля 1934 года делегат XVII съезда ВКП(б) с решающим голосом от Харьковской парторганизации.
С июля 1934 г. — заместитель наркома внутренних дел УССР. С апреля 1937 года — зам. начальника ГУЛАГа, одновременно — начальник Дмитлага и зам. начальника строительства канала Москва-Волга.
В ходе «чистки» НКВД от старых кадров снят со всех постов и арестован (17 июля 1937 г.). 10 марта 1938 года расстрелян.
После смерти Сталина реабилитирован (9 июля 1957 г.).
Служба безопасности Украины внесла З. Б. Кацнельсона в список организаторов Голодомора.

## Награды
- Орден Красного Знамени (1927).
- Два знака «Почётный работник ВЧК-ГПУ».